# Mozăceni
Mozăceni è un comune della Romania di 2 546 abitanti, ubicato nel distretto di Argeș, nella regione storica della Muntenia.
Il comune è formato dall'unione di 7 villaggi: Babaroaga, Dumbrăveni, Misei, Mozăceni, Ziduri.